# Серапион (архиепископ Новгородский)
Архиепи́скоп Серапио́н  (ум. 16 марта 1516) — епископ Русской Церкви; архиепископ Великоновгородский и Псковский (1506—1509).
Прославлен в лике святителей. Память — 16 (29) марта.

## Биография
Родом из подмосковного села Пехры (название в честь балашихинской реки Пехорка), родился в семье священника местного Покровского храма. Принял монашество в Дубенском Успенском монастыре Владимирской губернии и был в нём настоятелем. Затем игуменствовал в Успенском Стромынском монастыре (оба монастыря были упразднены в XVIII веке).

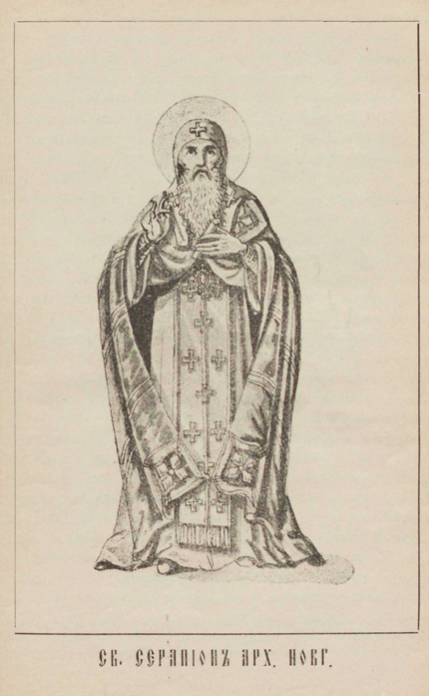
Архиепископ новгородский Серапион, литография 1890 г.

С 1493 года игумен Троице-Сергиева монастыря. В 1503 году выступил против секуляризационных планов Ивана III.
15 января 1506 года повелением Василия Иоанновича хиротонисан во епископа и поставлен на Великоновгородскую архиепископию.
В июле 1509 года на Соборе по распре с преподобным Иосифом Волоцким осуждён, уволен от управления епархией и сослан в Андроников монастырь. В 1511 году освобождён от заточения и остаток своих дней провёл в Троице-Сергиевом монастыре.
Скончался 16 марта 1516 года, примирившись со всеми и приняв схиму.
Его мощи обретены в том же году 7 апреля и почивают под спудом в южном притворе Троицкого собора Лавры, в Серапионовой палате, бывшей келии преподобного Сергия Радонежского Троице-Сергиева монастыря.
Новгородская кафедра по смерти святителя оставалась вдовствующей до 1526 года.